# Вольный ветер (фильм, 1983)
«Во́льный ве́тер» — советский двухсерийный цветной музыкальный художественный телефильм, поставленный на Киностудии «Ленфильм» в 1983 году режиссёром Яном Фридом. Экранизация одноимённой оперетты Исаака Дунаевского.
Фильм снят по мотивам либретто оперетты В. Винникова, В. Типота, В. Крахта.
Создан по заказу Государственного Комитета Совета Министров СССР по телевидению и радиовещанию.

## Сюжет
Дочь погибшего моряка по имени Стелла (Лариса Белогурова) живёт вместе с мамой в портовом городе одной южной маленькой страны. После ухода фашистских оккупантов порт практически бездействует, работы нет.
Судовладелец и фактический хозяин порта Стэн (Михаил Водяной), сбежавший из-за боязни возмездия за сотрудничество с врагами, но, заручившись поддержкой местных властей, — вернувшийся, предлагает семье или заплатить все долги, или же выйти Стелле за него замуж. Микки Стэн, племянник старшего Стэна, влюбляется в Пепиту, служанку портового кабачка, но она поначалу не отвечает ему взаимностью.
В Стеллу влюбляется и привлекательный моряк и повстанец Янко (Андрей Харитонов). Об этом узнаёт судовладелец и когда комиссар полиции (Евгений Весник) показывает ему присланную фотографию повстанца, он указывает на моряка. Стелле с Янко удаётся обмануть Стэна, и Стелла делает вид, что согласна на свадьбу.
После возвращения Стэна в порту возобновляются работы, но в грузимых на корабли ящиках с апельсинами находятся отнюдь не апельсины, а оружие, предназначенное для помощи фашистскому режиму другой страны. 
Янко предлагает выйти в море, а там утопить всё оружие. Стелла уплывает вместе с Янко.

## В главных ролях
- Лариса Белогурова — Стелла Марис
- Андрей Харитонов — Янко (поёт Валерий Лебедь)
- Татьяна Догилева — Пепита (поёт Елена Каменская)
- Михаил Водяной — Георг Стэн
- Александр Рыщенков — Микки Стэн, племянник Георга Стэна
- Георгий Штиль — Фома
- Николай Трофимов — Филипп

## В ролях
- Виктория Горшенина — Клементина
- Виктор Алоин — Цезарь Галль
- Евгений Весник — комиссар полиции (роль озвучил Игорь Ефимов)
- Борис Боровский — хозяин кабачка
- Михаил Светин — Одноглазый (осведомитель полиции)
- Станислав Соколов — Плешивый
- Василий Леонов — старый матрос
- Герман Орлов — пожилой матрос

## Съёмочная группа
- Композитор — Исаак Дунаевский
- Авторы сценария — Михаил Мишин, Ян Фрид
По мотивам либретто — Виктора Винникова, Виктор Типота, Владимира Крахта
- Режиссёр-постановщик — Ян Фрид
- Оператор-постановщик — Николай Строганов
- Художник-постановщик — Алексей Рудяков
- Художник по костюмам — Татьяна Острогорская
- Музыкальный консультант — Вероника Дударова
- Постановка трюков — Дмитрия Шулькина
- Вокальные партии исполняли — Т. П. Домникова, Елена Каменская, С. Родионова, Михаил Водяной, Виталий Копылов, Виктор Кривонос, В. Лебедь, Владимир Матусов, Николай Трофимов, Георгий Штиль
- Хор и оркестр Ленинградского радио и телевидения
Дирижёр — Станислав Горковенко
- Балетмейстер — Иосиф Меркович
- Текст песен — Лев Куклин, Виктора Винникова, Владимира Крахта, Виктора Типота

## Отличия от оперетты
- Фамилия вдовы и её дочери не Марич, а Марис (при написании либретто в 1947 году явно имелась в виду Югославия, а в 1983 — абстрактная страна).
- Ряд арий — прежде всего, песни Пепиты («Пепита Дьяболо», «Свет зари в окне…»), а также песни моряков — исполняются не в опереточном, а в эстрадном стиле. Пепита свою искромётную Песенку поёт на октаву ниже.
- Трагичная и неповторимая по накалу сцена вынужденного предательства Стеллы в финале II действия заменена мелким сговором и имитацией конфликта.